# Liste der Kulturdenkmale in Chemnitz-Erfenschlag
In der Liste der Kulturdenkmale in Chemnitz-Erfenschlag sind die Kulturdenkmale des Chemnitzer Stadtteils Erfenschlag verzeichnet, die bis Februar 2022 vom Landesamt für Denkmalpflege Sachsen erfasst wurden (ohne archäologische Kulturdenkmale). Die Anmerkungen sind zu beachten.
Diese Aufzählung ist eine Teilmenge der Liste der Kulturdenkmale in Chemnitz.

## Liste der Kulturdenkmale in Chemnitz-Erfenschlag
| Bild           | Bezeichnung                                                                                              | Lage                             | Datierung                                                  | Beschreibung | ID       |
| -------------- | --- | -------------------------------- | ---------------------------------------------------------- | --- | -------- |
| Weitere Bilder | Wohnhaus                                                                                                 | Am Zwönitzufer 2 (Karte)         | Bezeichnet mit 1822                                        | Kleiner ländlicher Wohnbau mit markantem Schopfwalmdach und unter Verkleidung erhaltener Fachwerkkonstruktion im Obergeschoss, baugeschichtlich von Bedeutung | 09204888 |
| Weitere Bilder | Wohnhaus (Nr. 6) und Produktionsgebäude (Nr. 4) der ehemaligen Baumwollspinnerei Schnabel & Comp.        | An der Ölmühle 4, 6 (Karte)      | 1812 (Fabrikgebäude); 1. Hälfte 19. Jahrhundert (Wohnhaus) | Historisch und architektonisch wertvolle frühe Industriebauten, besonders das dreigeschossige Gebäude Nr. 4 in sehr gutem Zustand, sehr bemerkenswert der bis nach Einsiedel reichende, teilweise tunnelartig überwölbte Mühlgraben, technikhistorisch und ortsgeschichtlich von Bedeutung                                                                        | 09204894 |
| Weitere Bilder | Industriemühle (Walzenmühle Ernst Stiefel, Stiefelmühle)                                                 | An der Walzenmühle 5 (Karte)     | 3. Viertel 19. Jahrhundert                                 | Architektonisch anspruchsvolles Fabrikgebäude, das durch Rundbogenfenster in allen fünf Stockwerken sein an italienische Renaissancepaläste angelehntes Erscheinungsbild erhält, einer der bedeutenden frühen Industriebauten in Chemnitz, nach Brandschäden 1919 in ursprünglichen Formen wiederaufgebaut, technikhistorisch und ortsgeschichtlich von Bedeutung | 09202344 |
|                | Mietshaus in offener Bebauung in Ecklage                                                                 | Erfenschlager Straße 98 (Karte)  | Um 1910                                                    | Zeittypischer Mietsbau, im Reformstil der Zeit um 1910, bewegte Massengliederung, ländliche Formmotive, markante Akzentuierung der Ecksituation, baugeschichtlich von Bedeutung | 09204900 |
| Weitere Bilder | Schule                                                                                                   | Erfenschlager Straße 153 (Karte) | Bezeichnet mit 1886                                        | Repräsentatives Schulgebäude mit beherrschendem Uhrturm und differenziertem Gliederungssystem, schönes Einfriedungsgitter, ortsgeschichtlich und baugeschichtlich von Bedeutung | 09204893 |
| Weitere Bilder | Wohnstallhaus eines Dreiseithofes sowie ein Seitengebäude                                                | Erfenschlager Straße 159 (Karte) | Um 1790 (Dendro)                                           | Großes Bauernhaus mit hohem, ortsbildprägendem Satteldach und unter Holzverschalung weitgehend erhaltener Fachwerkkonstruktion, baugeschichtlich von Bedeutung | 09204895 |
| Weitere Bilder | Wohnhaus                                                                                                 | Inselsteig 2 (Karte)             | 2. Viertel 19. Jahrhundert                                 | Kleines ländliches Wohnhaus, markantes Schopfwalmdach, Fachwerk im Obergeschoss unter Schieferverkleidung erhalten, baugeschichtlich von Bedeutung | 09204891 |
| Weitere Bilder | Vereinshaus eines Sportvereins (Sportlerheim Erfenschlag, Turnerheim des Arbeiter-Turn-und-Sportvereins) | Sportlerweg 15 (Karte)           | 1930                                                       | Eigenwillig gestaltetes Vereinsgebäude, Annäherung an die Formen der Neuen Sachlichkeit, dominierender Turmbau mit Uhr, eines der markantesten Sportgebäude der „Sportstadt Chemnitz“, baugeschichtlich und ortsgeschichtlich von Bedeutung | 09204889 |

## Ehemalige Denkmäler
| Bild                                    | Bezeichnung | Lage                         | Datierung                  | Beschreibung | ID       |
| --------------------------------------- | ----------- | ---------------------------- | -------------------------- | --- | -------- |
| Direkt Bild zu diesem Denkmal hochladen | Lager       | Inselsteig 4 (bei) (Karte)   | 1. Drittel 19. Jahrhundert | Kleines, original erhaltenes Lagergebäude mit Rundbogenportal im Erdgeschoss und Holzkonstruktion im Obergeschoss, in markanter Weise in den Hang hineingebaut, baugeschichtlich von Bedeutung. Zwischen 2001 und 2006 abgerissen. | 09204892 |
| Direkt Bild zu diesem Denkmal hochladen | Wohnhaus    | Paul-Franke-Straße 6 (Karte) | 2. Viertel 19. Jahrhundert | Ländlicher Wohnbau mit mächtigem Schopfwalmdach und erhaltener Fachwerkkonstruktion im Obergeschoss, baugeschichtlich von Bedeutung. Abgerissen zwischen 2013 und 2015.                                                            | 09204890 |

## Tabellenlegende
- Bild: Bild des Kulturdenkmals, ggf. zusätzlich mit einem Link zu weiteren Fotos des Kulturdenkmals im Medienarchiv Wikimedia Commons. Wenn man auf das Kamerasymbol klickt, können Fotos zu Kulturdenkmalen aus dieser Liste hochgeladen werden:
- Bezeichnung: Denkmalgeschützte Objekte und ggf. Bauwerksname des Kulturdenkmals
- Lage: Straßenname und Hausnummer oder Flurstücknummer des Kulturdenkmals. Die Grundsortierung der Liste erfolgt nach dieser Adresse. Der Link (Karte) führt zu verschiedenen Kartendiensten mit der Position des Kulturdenkmals. Fehlt dieser Link, wurden die Koordinaten noch nicht eingetragen. Sind diese bekannt, können sie über ein Tool mit einer Kartenansicht einfach nachgetragen werden. In dieser Kartenansicht sind Kulturdenkmale ohne Koordinaten mit einem roten bzw. orangen Marker dargestellt und können durch Verschieben auf die richtige Position in der Karte mit Koordinaten versehen werden. Kulturdenkmale ohne Bild sind an einem blauen bzw. roten Marker erkennbar.
- Datierung: Baubeginn, Fertigstellung, Datum der Erstnennung oder grobe zeitliche Einordnung entsprechend des Eintrags in der sächsischen Denkmaldatenbank
- Beschreibung: Kurzcharakteristik des Kulturdenkmals entsprechend des Eintrags in der sächsischen Denkmaldatenbank, ggf. ergänzt durch die dort nur selten veröffentlichten Erfassungstexte oder zusätzliche Informationen
- ID: Vom Landesamt für Denkmalpflege Sachsen vergebene, das Kulturdenkmal eindeutig identifizierende Objekt-Nummer. Der Link führt zum PDF-Denkmaldokument des Landesamtes für Denkmalpflege Sachsen. Bei ehemaligen Kulturdenkmalen können die Objektnummern unbekannt sein und deshalb fehlen bzw. die Links von aus der Datenbank entfernten Objektnummern ins Leere führen. Ein ggf. vorhandenes Icon  führt zu den Angaben des Kulturdenkmals bei Wikidata.